# زردازة
توجد بلدية زردازة ولاية سكيكدة تحدها شمالا بلدية الحروش وشرقا بلدية الغدير وغربا بلدية زيغود يوسف وهي بلدية تعدادها السكاني حوالي 15000 نسمة يمارس الزراعة كمصدر اساسي وخدمات السياحة